# تحصیل فتح جنگ
تحصیل فتح جنگ (به انگلیسی: Fateh Jang Tehsil) یک تحصیل در پاکستان است که در پنجاب واقع شده‌است. تحصیل فتح جنگ ۸۶۶ کیلومتر مربع مساحت دارد.